# Station Szklarska Poręba Średnia
Station Szklarska Poręba Średnia is een spoorwegstation in de Poolse plaats Szklarska Poręba.